# Ross megye
Ross megye az Amerikai Egyesült Államokban, azon belül Ohio államban található. Megyeszékhelye és legnagyobb városa Chillicothe. Lakosainak száma 77 093 fő (2020. április 1.). Ross megye Pickaway, Hocking, Vinton, Jackson, Pike, Highland és Fayette megyékkel határos.

## Népesség
A megye népességének változása:
| Lakosok száma | 78 120 | 77 645 | 77 475 | 77 910 | 77 170 | 77 093 |
|               | 2010   | 2011   | 2012   | 2013   | 2015   | 2020   |